# Giovanni Capurro
Giovanni Capurro (5. februar i Napoli, Italien 1859 – 18. januar 1920 i Mexico City) var en italiensk poet. 
Sammen med sangeren Eduardo di Capua skrev Capurro sangen «'O sole mio». 

## Værker
- A vongola (1892)
- Cutignè, cutignì, cutignà (1892)
- Carmela 'e San Sivero (1894)
- 'E tre chiuove (1894)
- A tossa (1895)
- 'E cataplaseme (1895)
- 'O guaglione 'o speziale (1895)
- A misturella (1896)
- Chitarra mia (1896)
- 'E zzite cuntignose (1896)
- 'O pizzaiuolo nuovo (1896)
- 'O presidente (1896)
- 'O sculariello (versi e musica, 1896)
- A sciantosa (1897)
- Quanno ll'ommo va a marcià (1897)
- Vòtate 'a cca e ggirate 'a llà (1900)
- Palomma mia (1901)
- A vennegna (1902)
- Bella mia, musica di Francesco Paolo Frontini (Piedigrotta 1902)
- Zi' Carulina (1902)
- Nun saccio spiegà... (1904)
- Quanno mammeta nun ce stà! (1904)
- Ammore che gira/ (1907)
- Così, com'è (1907)
- A capa quanno 'a miette? (1908)
- Eh? (1908)
- Il disperato eccentrico (1908)
- A zarellara (1909)
- Addò ce mette 'o musso Margarita (1910)
- Perì-pperò (1912)
- 'O napulitano a Londra (1915)
- Totonno 'e Quagliarella /(1919).